# إلشين قولييف
إلشين قولييف (بالأذرية: Elçin Quliyev) - رئيس دائرة حدود جمهورية أذربيجان، كولونيل عام. 

## سيرة الذاتية
ولدإلشين إيسا أغا أغلو قولييف في سومقاييت في 22 سبتمبر عام 1967. تلفى دراسته الثانوية في مدرستين رقم 20-23 في سومقاييت ثم تخرج من المدرسة العسكرية إسمه جمشيد ناخشيفانسكي في 1984. وبعد ذلك واصل تعليمه في مدرسة القيادة المشتركة في باكو وتخرج منها في 1988.

## مناصبه
في الفترة 1988-1992 خدم في مناصب مختلفة في القوات المسلحة للاتحاد السوفياتي (في المجموعة الشمالية من الجيش السوفياتي في بولندا).
وفي الفترة من 27 مارس 2001 إلى 31 يوليه 2002، شغل منصب نائب وزير الأمن الوطني و- قائد قوات الحدود في جمهورية أذربيجان.
تم تعيين إلشين قولييف رئيس دائرة الحدود الحكومية - قائد قوات الحدود لجمهورية أذربيجان بموجب مرسوم من رئيس جمهورية أذربيجان إلهام علييف من 31 يوليو 2002، وشغل هذا المنصب حتى 5 يونيو 2017.
وتم تعيينه رئيس دائرة حدود جمهورية أذربيجان في 5 يونيو عام 2017 بموجب مرسوم من رئيس جمهورية أذربيجان.
كان يمنح إلشين قولييف رتبة  لواء في 15 أغسطس 2001 و فريق في 17 مايو عام 2003 و كولونيل عام في 15 أغسطس عام 2014 بموجب قرار من رئيس جمهورية أذربيجان.
إلشين قولييف هو رئيسًا لاتحاد الفروسية الأذربيجاني منذ مارس 2009.